# Juan Escobar Chena
Juan Marcelo Escobar Chena (Luque, 3 de julio de 1995) es un futbolista paraguayo. Juega de lateral derecho y su equipo actual es Godoy Cruz de la Primera División de Argentina. Ha sido también internacional con la selección de Paraguay.

## Trayectoria

### Sportivo Luqueño
Escobar comenzó su carrera en el club local de Sportivo Luqueño. Fue promovido al primer equipo a principios del torneo de 2014, e hizo su debut en la Primera División el 16 de febrero de ese año, entrando cuando el marcador se encontraba 3-0 perdiendo ante Nacional.
Subsecuentemente se convirtió en una opción habitual en la lateral derecha, y anotó su primer gol como profesional el 4 de mayo de 2016, marcando el segundo gol del 2-2, en el empate contra Sol de América. Anotó su primer gol en competencia internacional el 9 de mayo de 2017 ante Deportivo Cali de Colombia en la Copa Sudamericana 2017.

### Cerro Porteño
El 28 de diciembre de 2017, Escobar acordó un contrato de 4 años con Cerro Porteño, por la cantidad de 1 millón de dólares americanos. Tuvo un desempeño habitual en su tiempo con este club, jugando como defensor central y acompañando a Marcos Cáceres.

### Cruz Azul
El 6 de junio de 2019 fue traspasado al Cruz Azul de la Primera División de México mediante el pagó de US$ 5 millones por su pase. Debutó el 14 de julio de 2019 en el duelo de la Supercopa de México ante Necaxa, anotando el 4-0 que definía el título para el conjunto celeste.
El 30 de mayo de 2021 se consagró campeón del fútbol mexicano con una destacada actuación. Más tarde, se harían también con el Campeón de Campeones el 18 de julio, que (al igual que la supercopa) fue disputado en Carson.
El 12 de marzo de 2022 anotó un gol de tijera ante los Pumas de la UNAM que significó el 2-1 para el triunfo del club. Dicha anotación sería nombrada el 25 de junio como el gol del año en la ceremonia del Balón de Oro del fútbol mexicano.
El 30 de junio de 2023 fue nombrado nuevo capitán del equipo. Sin embargo, en enero de 2024 se anunció su salida del equipo por diferencias con el técnico Martín Anselmi y una disparidad con el uruguayo Ignacio Rivero. Emigró a préstamo al Deportivo Toluca de la misma Liga MX, donde, tras recaer en una lesión que había sufrido anteriormente, el club no hizo válida la opción de compra.
El 6 de enero de 2025, Escobar y Cruz Azul acordaron la rescisión de su contrato por mutuo acuerdo, el cual finalizaba en junio del mismo año.

### Castellón
El 11 de febrero de 2025, firma por el CD Castellón de la Segunda División de España.

### Godoy Cruz
El 24 de julio de 2025 fue anunciado como refuerzo de Godoy Cruz de la Primera División de Argentina.

## Selección nacional

### Juveniles
Representó a Paraguay a nivel sub-20 en el Campeonato Sudamericano de Fútbol Sub-20 de 2015. Con la selección sub-22 disputó los Juegos Panamericanos de 2015 en Canadá, quedando fuera en la fase de grupos.

#### Participaciones en Sudamericanos
| Torneo              | Sede    | Resultado  | PJ | G | A |
| ------------------- | ------- | ---------- | -- | - | - |
| Sudamericano Sub-20 | Uruguay | Fase final | 4  | 0 | 1 |

#### Participaciones en Juegos Panamericanos
| Torneo                    | Sede    | Resultado      | PJ | G | A |
| ------------------------- | ------- | -------------- | -- | - | - |
| Juegos Panamericanos 2015 | Toronto | Fase de grupos | 3  | 0 | 1 |

### Selección de fútbol de Paraguay
Escobar fue convocado a la selección mayor el 21 de junio de 2017, para un amistoso contra México. Hizo su debut como internacional el 1 de julio, entrando durante la derrota 2-1  ante los aztecas en el CenturyLink Field de Seattle.
En mayo de 2019, fue convocado nuevamente para disputar la Copa América 2019 a disputarse en Brasil, donde alcanzarían los cuartos de final, siendo eliminados en penales ante la selección de casa. En ese lapso, se dice tuvo una fuerte discusión con el entrenador argentino Eduardo Berizzo, aunque el jugador aclaró que solo se trató de una conversación sobre su preferencia de jugar como central que en la defensa lateral.
Pese a ser llamado para la Copa América 2021, luego de conquistar el Torneo Clausura con el Cruz Azul, Escobar optó por no participar en la competencia, con el fin de pasar ese verano con su familia, aunado a la falta de minutos que percibía en los amistosos dirigidos por Berizzo.
Escobar no ha vuelto a ser llamado a la selección desde el 1 de febrero de 2022, luego de disputar las eliminatorias sudamericanas para Catar 2022.

#### Participaciones en la Copa América
| Torneo            | Sede   | Resultado        | PJ | G | A |
| ----------------- | ------ | ---------------- | -- | - | - |
| Copa América 2019 | Brasil | Cuartos de final | 2  | 0 | 0 |

## Vida privada
Juan Escobar es padre de los gemelos Emmanuel y Bautista (8 de mayo de 2015). El 2 de junio de 2017 contrajo matrimonio con Zelma Darina Riquelme Ferreira, con quien ha tenido dos hijos: Erik Marcelo (3 de abril de 2021) y Erika Thaís (18 de noviembre de 2023).

## Estadísticas

### Clubes
Actualizado al último partido disputado el 14 de agosto de 2025.
| Club | Temporada     | Div.          | Liga  | Liga  | Liga   | Copas (1) | Copas (1) | Copas (1) | Internacional (2) | Internacional (2) | Internacional (2) | Total (3) | Total (3) | Total (3) |
| Club | Temporada     | Div.          | Part. | Goles | Asist. | Part.     | Goles     | Asist.    | Part.             | Goles             | Asist.            | Part.     | Goles     | Asist.    |
| --- | ------------- | ------------- | ----- | ----- | ------ | --------- | --------- | --------- | ----------------- | ----------------- | ----------------- | --------- | --------- | --------- |
| Sportivo Luqueño Paraguay | 2014          | 1.ª           | 21    | 0     | 0      | —         | —         | —         | —                 | —                 | —                 | 21        | 0         | 0         |
| Sportivo Luqueño Paraguay | 2015          | 1.ª           | 10    | 0     | 0      | —         | —         | —         | 1                 | 0                 | 0                 | 11        | 0         | 0         |
| Sportivo Luqueño Paraguay | 2016          | 1.ª           | 25    | 1     | 0      | —         | —         | —         | 1                 | 0                 | 0                 | 26        | 1         | 0         |
| Sportivo Luqueño Paraguay | 2017          | 1.ª           | 41    | 0     | 0      | —         | —         | —         | 2                 | 1                 | 1                 | 43        | 1         | 1         |
| Sportivo Luqueño Paraguay | Total club    | Total club    | 97    | 1     | 0      | 0         | 0         | 0         | 4                 | 1                 | 1                 | 101       | 2         | 1         |
| Cerro Porteño Paraguay | 2018          | 1.ª           | 34    | 4     | 0      | —         | —         | —         | 6                 | 0                 | 0                 | 40        | 4         | 0         |
| Cerro Porteño Paraguay | 2019          | 1.ª           | 20    | 0     | 0      | —         | —         | —         | 6                 | 0                 | 0                 | 26        | 0         | 0         |
| Cerro Porteño Paraguay | Total club    | Total club    | 54    | 4     | 0      | 0         | 0         | 0         | 12                | 0                 | 0                 | 66        | 4         | 0         |
| Cruz Azul · México | 2019-20       | 1.ª           | 22    | 1     | 2      | 1         | 1         | 0         | 4                 | 0                 | 0                 | 27        | 2         | 2         |
| Cruz Azul · México | 2020-21       | 1.ª           | 41    | 5     | 2      | 1         | 0         | 1         | 5                 | 1                 | 0                 | 47        | 6         | 3         |
| Cruz Azul · México | 2021-22       | 1.ª           | 34    | 5     | 2      | 1         | 0         | 1         | 5                 | 1                 | 0                 | 40        | 6         | 3         |
| Cruz Azul · México | 2022-23       | 1.ª           | 31    | 0     | 3      | —         | —         | —         | —                 | —                 | —                 | 31        | 0         | 3         |
| Cruz Azul · México | 2023-24       | 1.ª           | 14    | 0     | 1      | —         | —         | —         | 3                 | 0                 | 0                 | 17        | 0         | 1         |
| Cruz Azul · México | Total club    | Total club    | 142   | 11    | 10     | 3         | 1         | 2         | 17                | 2                 | 0                 | 162       | 14        | 12        |
| Deportivo Toluca · México | 2023-24       | 1.ª           | 14    | 0     | 0      | —         | —         | —         | 2                 | 0                 | 0                 | 16        | 0         | 0         |
| Deportivo Toluca · México | Total Club    | Total Club    | 14    | 0     | 0      | 0         | 0         | 0         | 2                 | 0                 | 0                 | 16        | 0         | 0         |
| Castellón · España | 2024-25       | 2.ª           | 9     | 0     | 0      | —         | —         | —         | —                 | —                 | —                 | 9         | 0         | 0         |
| Castellón · España | Total Club    | Total Club    | 9     | 0     | 0      | 0         | 0         | 0         | 0                 | 0                 | 0                 | 9         | 0         | 0         |
| Godoy Cruz Argentina | 2025          | 1.ª           | 0     | 0     | 0      | 0         | 0         | 0         | 1                 | 0                 | 0                 | 1         | 0         | 0         |
| Godoy Cruz Argentina | Total Club    | Total Club    | 0     | 0     | 0      | 0         | 0         | 0         | 1                 | 0                 | 0                 | 1         | 0         | 0         |
| Total carrera | Total carrera | Total carrera | 316   | 16    | 10     | 3         | 1         | 2         | 36                | 3                 | 1                 | 355       | 20        | 13        |
| (1) Incluye datos de Supercopa de México (2019), Campeón de Campeones (2021), Supercopa de la Liga (2022). (2) Incluye datos de Copa Sudamericana (2015-2017), Copa Libertadores (2018-2019) / Copa de Campeones (2020-2024) y Leagues Cup (2019-2023). (3) No incluye datos de partidos amistosos. |               |               |       |       |        |           |           |           |                   |                   |                   |           |           |           |

### Selecciones
Actualizado al último partido disputado el 2 de febrero de 2022.
| Selección | Temporada     | Amistosos | Amistosos | Amistosos | Sudamérica(1) | Sudamérica(1) | Sudamérica(1) | Mundial(2) | Mundial(2) | Mundial(2) | Total | Total | Total  | Media goleadora |
| Selección | Temporada     | Part.     | Goles     | Asist.    | Part.         | Goles         | Asist.        | Part.      | Goles      | Asist.     | Part. | Goles | Asist. | Media goleadora |
| --- | ------------- | --------- | --------- | --------- | ------------- | ------------- | ------------- | ---------- | ---------- | ---------- | ----- | ----- | ------ | --------------- |
| Sub-20 Paraguay | 2015          | —         | —         | —         | 4             | 0             | 1             | —          | —          | —          | 4     | 0     | 1      | 0.00            |
| Sub-20 Paraguay | Total         | —         | —         | —         | 4             | 0             | 1             | —          | —          | —          | 4     | 0     | 1      | 0.00            |
| Sub-22 Paraguay | 2015          | —         | —         | —         | —             | —             | —             | 3          | 0          | 1          | 3     | 0     | 1      | 0.00            |
| Sub-22 Paraguay | Total         | —         | —         | —         | —             | —             | —             | 3          | 0          | 1          | 3     | 0     | 1      | 0.00            |
| Absoluta Paraguay | 2017          | 1         | 0         | 0         | —             | —             | —             | —          | —          | —          | 1     | 0     | 0      | 0.00            |
| Absoluta Paraguay | 2018          | —         | —         | —         | —             | —             | —             | —          | —          | —          | 0     | 0     | 0      | 0.00            |
| Absoluta Paraguay | 2019          | 3         | 0         | 0         | 2             | 0             | 0             | —          | —          | —          | 5     | 0     | 0      | 0.00            |
| Absoluta Paraguay | 2020          | —         | —         | —         | —             | —             | —             | —          | —          | —          | 0     | 0     | 0      | 0.00            |
| Absoluta Paraguay | 2021          | —         | —         | —         | —             | —             | —             | —          | —          | —          | 0     | 0     | 0      | 0.00            |
| Absoluta Paraguay | 2022          | —         | —         | —         | 7             | 0             | 0             | —          | —          | —          | 7     | 0     | 0      | 0.00            |
| Absoluta Paraguay | Total         | 4         | 0         | 0         | 9             | 0             | 0             | —          | —          | —          | 13    | 0     | 0      | 0.00            |
| Total carrera | Total carrera | 4         | 0         | 0         | 13            | 0             | 1             | 3          | 0          | 1          | 20    | 0     | 2      | 0.00            |
| (1) Incluye los partidos del Sudamericano Sub-20 (2015); Copa América (2019) / Clasificatorias Sudamericanas (2022). (2) Incluye los partidos de los Juegos Panamericanos (2015). |               |           |           |           |               |               |               |            |            |            |       |       |        |                 |

### Resumen estadístico
|                              | Partidos | Goles | Asistencias | Promedio |
| ---------------------------- | -------- | ----- | ----------- | -------- |
| Primera División de Paraguay | 151      | 5     | 0           | 0.03     |
| Primera División de México   | 156      | 11    | 10          | 0.07     |
| Segunda División de España   | 9        | 0     | 0           | 0.00     |
| Copas nacionales             | 3        | 1     | 2           | 0.33     |
| Copas internacionales        | 35       | 3     | 1           | 0.09     |
| Total en clubes              | 354      | 20    | 13          | 0.06     |
| Paraguay sub-20              | 4        | 0     | 1           | 0.00     |
| Paraguay sub-22              | 3        | 0     | 1           | 0.00     |
| Selección de Paraguay        | 13       | 0     | 0           | 0.00     |
| Total en selecciones         | 20       | 0     | 2           | 0.00     |
| Total                        | 374      | 20    | 15          | 0.05     |

## Palmarés

### Campeonatos nacionales
| Título               | Equipo    | Sede   | Año  |
| -------------------- | --------- | ------ | ---- |
| Supercopa de México  | Cruz Azul | Carson | 2019 |
| Campeonato de Liga   | Cruz Azul | México | 2021 |
| Campeón de Campeones | Cruz Azul | Carson | 2021 |
| Supercopa de la Liga | Cruz Azul | Carson | 2022 |

### Distinciones individuales
| Distinción                                                       | Año  |
| ---------------------------------------------------------------- | ---- |
| Balón de Oro al mejor gol de la temporada en la Primera División | 2022 |